# Yotam Halperin
Pour les articles homonymes, voir Halperin.
Yotam Halperin, (en hébreu : יוֹתָם הַלְפֶּרִין), né le 24 janvier 1984 à Tel Aviv, est un joueur international, entraîneur et dirigeant israélien de basket-ball. Pendant sa carrière, il joue au poste d'arrière.

## Biographie
Halperin annonce sa retraite de joueur en août 2018. Il rejoint l'encadrement de l'Hapoël Jérusalem.
Après le licenciement de l'entraîneur Oren Amiel (en) de l'Hapoël Jérusalem en 2021, Halperin devient entraîneur par intérim de l'Hapoël. Il conserve ce poste jusqu'à la nomination d'Aleksandar Džikić en juin 2022.

## Palmarès

### Club

#### Compétitions internationales
- Euroligue : 2004 et 2005

#### Compétitions nationales
- Champion d'Israël en 2002, 2003, 2004, 2005, 2007, 2015 et 2017
- Vainqueur de la Coupe d'Israël en 2007, 2014 et 2016
- Champion de Slovénie en 2006
- Vainqueur de la Coupe de Slovénie en 2006
- Vainqueur de la Coupe de Grèce en 2010 et 2011

### Distinction personnelle
- Équipe-type du championnat du monde des 21 ans et moins 2005
- Deuxième cinq majeur de l'Euroligue 2007-2008
- Deuxième cinq majeur de l'EuroCoupe : 2011-2012 et 2013-2014
- Meilleur joueur de la Coupe d'Israël en 2014